# 伊爾庫特MC-21

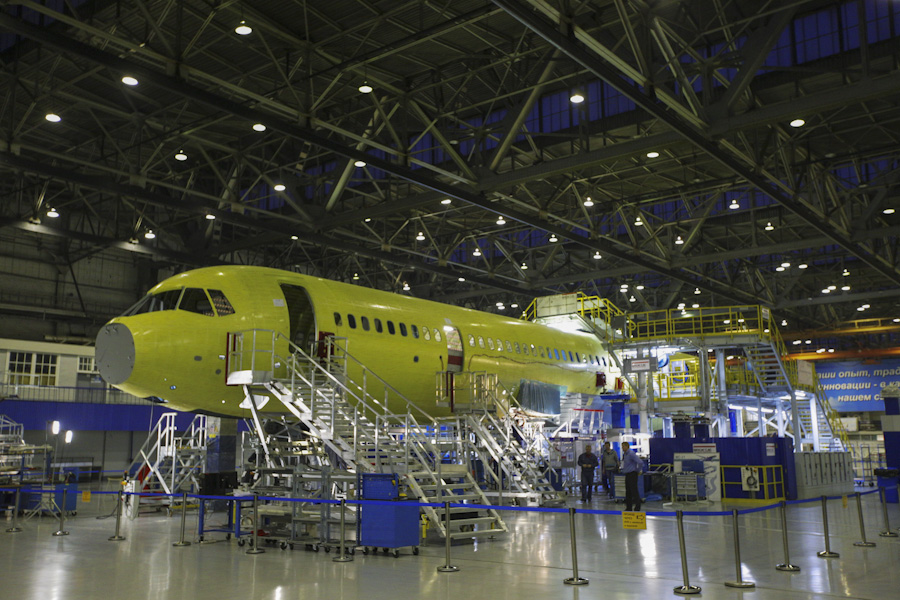
於2016年1月製造中的首架MC-21原型機

伊爾庫特MC-21（俄语：Ирку́т МС-21)是俄羅斯一款雙发窄體客機，由俄羅斯聯合航空製造公司旗下的伊爾庫特集團及雅克列夫設計局合作開發，首架原型機於2016年6月8日公開亮相，已於2017年5月28日在西伯利亚伊尔库茨克進行首飛。

## 概要

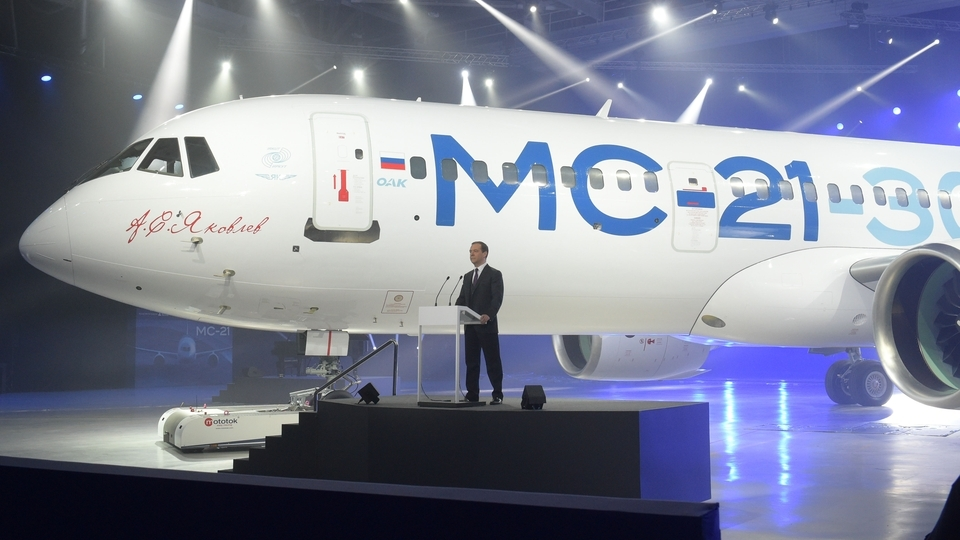
俄羅斯總理梅德韦杰夫出席MC-21-300原型機的亮相儀式

MC-21是1991年蘇聯解體後，俄羅斯繼蘇霍伊超級噴氣機100後，第二個大型民航機開發項目。蘇霍伊超級噴氣機-100屬於較小型的支線客機，而MC-21系列是一款中長程窄體雙引擎客機，能夠與歐洲空中巴士A320neo系列、美國波音737 MAX及中國C919直接競爭。MC-21此前曾經有MS-21的代號，還被稱為雅克-242。

### 名稱
МС-21的全稱是，意思是「21世紀的主線飛機」。基里爾字母МС-21的拉丁字母轉寫是MS-21，但是由於基里爾字母「С」和拉丁字母「C」外形完全一樣，伊爾庫特集團決定將錯就錯，直接以「MC-21」的名稱進行外銷。

## 開發背景
MC-21是俄羅斯為取代蘇聯時期的圖-154及圖-204客機而研發。最初由具有多年民航機開發經驗的雅克列夫設計局主導發展，雅克列夫設計局曾經於1970年代開發出與波音727同級的雅克-42客機。雅克列夫設計局於2004年加入以飛機製造為主的伊爾庫特科學生產集團，並於2006年成為聯合航空製造公司（ОАК）的成員。MC-21因此成為伊爾庫特科學生產集團主導開發的項目，並在聯合航空製造公司的統籌下，聯合其他俄羅斯的主要航空工業公司合作發展。MC-21的複合材料機翼由蘇霍伊航空集團設計及製造（當中，有關碳纖維複合物料初期由日本東麗公司提供，其後逐步改由俄羅斯生產），而MC-21的引擎也會國產化，採用什韋措夫發動機設計局研發的ПД-14（PD-14）高涵道比渦輪風扇引擎。

## 測試
MC-21於2009年正式發展，原計劃於2013年製造首架原型機，隨後於2014年進行試飛，並於2016年起交付使用。但是，MC-21要到於2011年完成基本設計，而首架原型機在2014年才開始製造，較原來進度大幅落後。
2016年6月8日，在俄羅斯總理梅德韋傑夫的見證下，MC-21的原型機在伊爾庫特集團位於伊爾庫茨克的飛機工廠首次公開亮相。該原型機將會進行地面測試，並於2017年5月28日進行首次試飛。及後，另外三架原型機亦於2018-19年間製成，當中第四架試製機於2020年3月17日試飛；第五架試製機亦已於2019年尾完成機體焊接，並於2020年1月裝上俄國國產發動機。
2020年7月17日，MC-21開始進行引擎進水測試。
2020年12月15日，首架裝有俄製引擎的MC-21原裝機（亦是第五架MC-21）首飛，俄國評論稱此舉可以避免歐美的制裁影響MC-21的上市，而同樣面臨出口禁令影響的中國也可能感到興趣，對此製造商UAC表示，已经提出为中国商飞C919提供备选发动机的邀請，以应对美国对中国的制裁。
2021年1月18日，第一架MC-21在莫斯科附近機場降落時衝出跑道，無人受傷，而飛機亦無損壞。
2021年3月24日，其中一架MC-21前往阿尔汉格尔斯克，進行自然結冰測試。
2021年12月25日，機翼採用俄產聚合物複合材料的MC-21-300飛機進行了首飛。三日後，採用普惠引擎及日本製複合物料的MC-21，獲得俄國民航部門發出型號合格證。
2022年9月12日，因俄烏戰爭影響，國際制裁不再提供俄羅斯航空零組件，俄國額外撥出150億盧布資金，以擴大國產自製化MS-21飛機的生產線。另於2022年10月9日第一架註冊號為73055普惠的PW1400G換回PD-14發動機與第二架原型機PD-14發動機試飛成功，還根據過去的飛行測試結果對系統進行了改進。此外為了整合PD-14發動機，客機設備的一些進口部件被俄羅斯自製取代。2024年初，新的全國產化機體據俄國消息稱已經出廠，但重量大幅超出近6噸之多，可能影響其性能表現。

## 設計

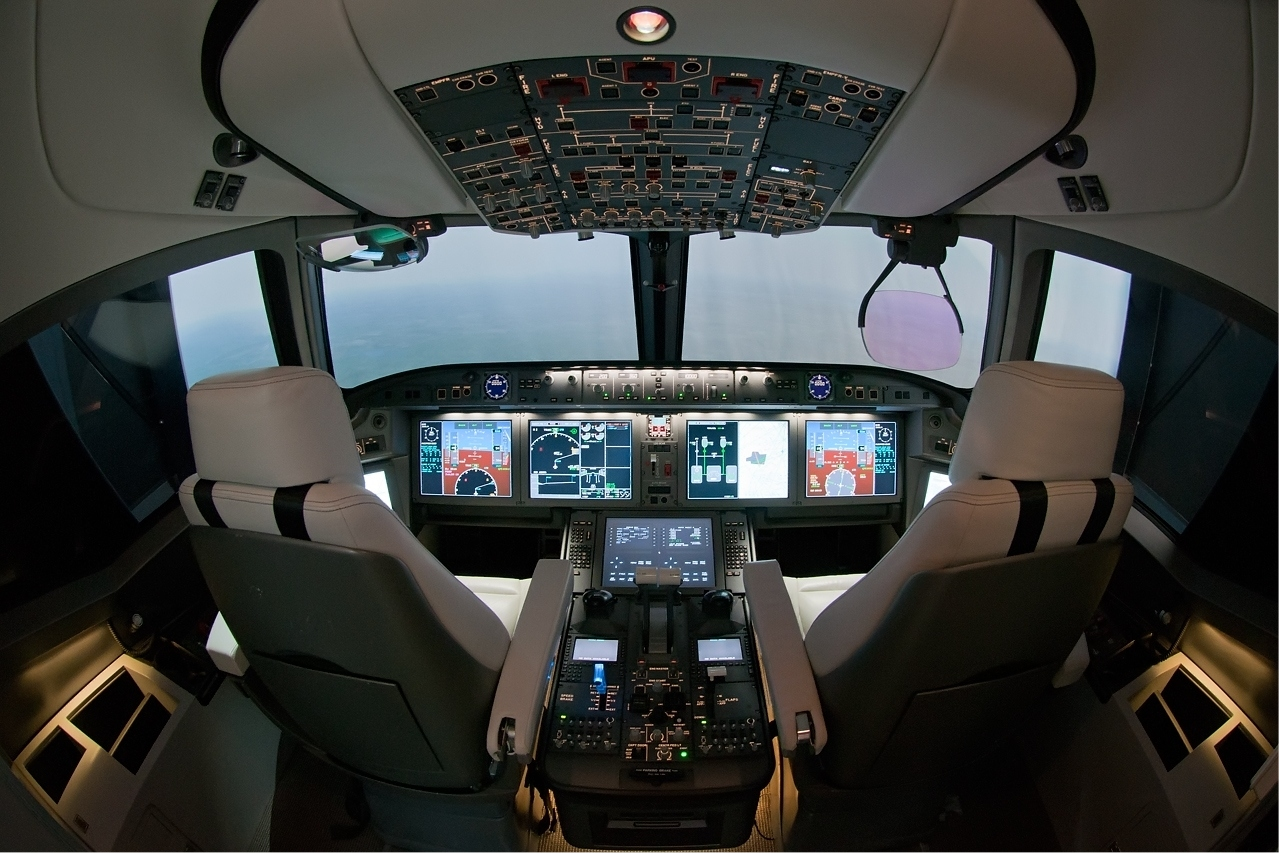
MC-21的駕駛艙全尺寸模型，可以看到駕駛座较既有的蘇系設計已明顯电子化

MC-21的基本設計與當代的中短程單走道客機相似，都採用下單翼的雙引擎設計。為提高機艙的內部空間，MC-21的機身寬度達到4.06米，機身比A320的3.95米及C919的3.96米更為粗大。俄羅斯國土廣大，MC-21需要的基本航程更大，透過大量使用複合材料減低飛機的重量，複合材料的使用量達到百分之37，機翼同樣以複合材料製造取代傳統的鋁合金。MC-21配備有線傳飛控系統提升飛行品質，又採用玻璃駕駛艙設計，減輕飛行員的操作負擔。

### 引擎
MC-21在左右兩側機翼的下方，各裝有一個渦輪風扇引擎，並透過高旁通比的設計提高燃油效率，籍以減少燃料的消耗量。
MC-21的首四架原型機將會以美國普惠提供的PW1400G渦扇引擎進行試飛，預期航程高，介乎5500公里至6400公里之多。俄羅斯為實現引擎的國產化，正在由什韋措夫設計局牽頭，與俄羅斯聯合發動機製造集團（ОДК）等多所俄國機構，共同開發ПД-14(Aviadvigatel PD-14)渦扇引擎。ПД-14於2006年開始研發，是俄羅斯的重點研發項目，其中一半開發經費來自俄羅斯政府的預算。ПД-14引擎的預期最大推力可達180千牛，將來可用於MC-21的放大機型上。俄羅斯期望ПД-14的可靠性及壽命能夠超越過往的俄製引擎，並且具有較低的維護成本及廢氣排放水平。ПД-14 引擎已於2015年，在一架由伊尔-76改裝的飛行測試平台進行飛行試驗。俄羅斯計劃於2018年，裝配ПД-14引擎的MC-21能夠進行首次試飛，但最後要到2020年1月才能裝配首台，並於同年7月23日安裝至第五架原型機。MC-21量產後，客戶可根據需要選擇所配用的引擎，當中首批訂單會有半數採用ПД-14引擎。裝配ПД-14引擎之MC-21-310型客機，於2020年12月15日首飛。

## 發展機型
MC-21的基本機型是MC-21-300，MC-21初始的載客量就比競品更多，標準的全經濟艙可載客181人，是目前提供標準座位配置下，載客最多的單走道飛機，如果以高密度的全經濟艙佈置可容納211名乘客。加長版的MC-21-400全經濟艙設計容納230名乘客，而縮短版的MC-21-200可容納176名乘客。MC-21原計劃提供容量最小，可載客132人的MC-21-100，但因為會與俄羅斯的另一機型蘇霍伊超級噴氣機100支線客機直接競爭，經母公司聯合航空製造公司的協調下，決定不予開發。
MC-21-300
标准型，使用普惠PW1400G引擎, 两舱布局载客量163人,单舱布局载客量211人,航程6,000公里(3,200海里)。
MC-21-310
标准型，使用什韦措夫PD-14引擎。
MC-21-200
缩短型，两舱布局载客量132人,单舱布局载客量165人,航程6,400公里(3,500海里)。
MC-21-210
缩短型，使用什韦措夫PD-14引擎。
MC-21-400
加長版，最多可載客256人，使用PD-14M引擎。

## 規格
|                    | MC-21-200                                                              | MC-21-300                                                              | MC-21-400                                                              |
| ------------------ | ---------------------------------------------------------------------- | ---------------------------------------------------------------------- | ---------------------------------------------------------------------- |
| 駕駛員             | 2位                                                                    | 2位                                                                    | 2位                                                                    |
| 座位數量           | 176（全經濟艙，高密度） 165（全經濟艙，標準） 132（二級座艙，標準）    | 211（全經濟艙，高密度） 181（全經濟艙，標準） 163（二級座艙，標準）    | 230（全經濟艙，高密度） 212（全經濟艙，標準） 178（二級座艙，標準）    |
| 座位間隔           | 82 cm（32英寸）（全經濟艙，標準），76 cm（30英寸）（全經濟艙，高密度） | 82 cm（32英寸）（全經濟艙，標準），76 cm（30英寸）（全經濟艙，高密度） | 82 cm（32英寸）（全經濟艙，標準），76 cm（30英寸）（全經濟艙，高密度） |
| 全長               | 36.8米（120英尺9英寸）                                                 | 42.3米（138英尺9英寸）                                                 | 46.7米（153英尺3英寸）                                                 |
| 翼展               | 35.9米（117英尺9英寸）                                                 | 35.9米（117英尺9英寸）                                                 | 36.8米（120英尺9英寸）                                                 |
| 全高               | 11.5米（37英尺9英寸）                                                  | 11.5米（37英尺9英寸）                                                  | 12.7米（41英尺8英寸）                                                  |
| 機體寬度           | 4.06米（13英尺4英寸）                                                  | 4.06米（13英尺4英寸）                                                  | 4.06米（13英尺4英寸）                                                  |
| 機艙寬度           | 3.81米（12英尺6英寸）                                                  | 3.81米（12英尺6英寸）                                                  | 3.81米（12英尺6英寸）                                                  |
| 最大起飛重量       | 72,390（159,590磅）                                                    | 79,250（174,720磅）                                                    | 87,230（192,310磅）                                                    |
| 最大著陸重量       | 61,650（135,910磅）                                                    | 69,100（152,300磅）                                                    | -                                                                      |
| 最大負載           | 17,560（38,710磅）                                                     | 22,600（49,800磅）                                                     | -                                                                      |
| 貨艙容量           | 31.1 m3（1,100 cu ft）                                                 | 48 m3（1,700 cu ft）                                                   | 70.1 m3（2,480 cu ft）                                                 |
| 最大燃油容量       | 20,400（45,000磅）                                                     | 20,400（45,000磅）                                                     | -                                                                      |
| 最大航程           | 6,000 km（3,200 nmi）                                                  | 5,900 km（3,200 nmi）                                                  | 5,500 km（3,000 nmi）                                                  |
| 引擎 (x 2)         | 什韋措夫ПД-14A 普惠PW1428G                                             | 什韋措夫ПД-14 普惠PW1431G                                              | 什韋措夫ПД-14M                                                         |
| 引擎最大推力 (x 2) | 123 千牛 （12500 千克 / 28,000 磅推力）                                | 140 千牛 （14,000 千克 / 31,000 磅推力）                               | 153 千牛 （15,600 千克 / 34,000 磅推力）                               |

## 訂單
MC-21於2016年6月的累計訂單共192架，主要由俄羅斯的航空公司採購。由於開發進度落後，MC-21系列的首架原型機MC-21-300型於2016年才製造完成，計劃於2017年試飛，所以原定的交付日期僅供參考。
由於從日本進口的複合物料受美國制裁影響而斷供，而俄方需時自行研製替代品，因此MC-21要到2022年才能開始量產。與此同時，首批6架採用進口引擎及物料的MC-21，亦將於同年交付予俄羅斯航空。
| 訂購日期      | 客戶                  | 交機年份（原定） | 類型      | 類型      | 類型      | 類型   | 參考來源      |
| 訂購日期      | 客戶                  | 交機年份（原定） | MC-21-200 | MC-21-300 | MC-21-400 | 選擇權 | 參考來源      |
| ------------- | --------------------- | ---------------- | --------- | --------- | --------- | ------ | ------------- |
| 2010年9月1日  | 俄羅斯航空            | 2016             | 50        | 50        | 50        | 0      | [ 30 ]        |
| 2012年7月10日 | Crecom Burj Resources | 2016             | -         | -         | -         | 50     | [ 31 ] [ 32 ] |
| 2010年7月21日 | 北風航空              | —                | 3         | 3         | 3         | 2      |               |
| 2010年7月21日 | VEB Leasing           | —                | 15        | 15        | 15        | 15     |               |
| 2011年8月18日 | 伊留申航空集團        | 2019             | -         | 28        | -         | 22     | [ 33 ] [ 34 ] |
| 2011年8月23日 | Rostec                | 2017             | 15        | 35        | -         | 35     | [ 35 ] [ 36 ] |
| 2011年9月16日 | IrAero                | —                | -         | 10        | -         | 10     | [ 37 ]        |
| 2013年8月27日 | 烏塔航空              | —                | -         | 10        | -         | -      |               |
| 2013年8月30日 | 紅翼航空              | 2019             | -         | 10        | -         | -      | [ 38 ]        |
| 2015年9月9日  | 開羅航空              | —                | 6         | 6         | 6         | 4      | [ 39 ]        |
| 2016年6月8日  | 亞塞拜然航空          | —                | 10        | 10        | 10        | -      | [ 40 ]        |
| 總計          | 總計                  | 總計             | 192       | 192       | 192       | 138    |               |

## 外部連結
- Irkut MC-21的官方網頁（俄文） （页面存档备份，存于）
- Irkut MC-21的官方網頁（英文） （页面存档备份，存于）